# Zygmunt Wulfson
Zygmunt Wulfson (ros. Сигизмунд Гугонович Вульфсон, ur. 23 kwietnia 1868 w Łodzi, zm. 25 marca 1926 w Warszawie) – polski lekarz okulista, uczeń i współpracownik Iwana Pawłowa. Uważa się, że jego doświadczenia z 1897 roku zapoczątkowały prace Pawłowa nad warunkowaniem odruchów.
Urodził się jako syn fabrykanta Hugona Wulfsohna (Wulffsona) (1837–1905). Gimnazjum ukończył w Mitawie. Od 1887 studiował na wydziale medycznym Uniwersytetu w Dorpacie. Studia ukończył w 1894, egzaminy doktorskie zdał w 1895 roku. Zaczął praktykować w Oddziale Fizjologicznym Instytutu Medycyny Doświadczalnej w Petersburgu w wakacje letnie 1896. W 1897 i 1898 wygłosił dwa referaty przed Towarzystwem Lekarzy Rosyjskich. Był jednym z pierwszych uczniów Pawłowa; w okresie 1897–1901 na cztery prace uczniów Pawłowa trzy były napisane przez Wulfsona. Pawłow nie zgadzał się z późniejszymi wnioskami Wulfsona, który interpretował wyniki doświadczeń z punktu widzenia zoopsychologii. W podobnym kierunku poszły prace Antoniego Snarskiego, innego ucznia Pawłowa. 
Praktykował w Wiedniu i Lipsku. Potem osiadł w Warszawie, gdzie praktykował jako okulista i udzielał się społecznie. Pracował w Szpitalu Przemienienia Pańskiego. Mieszkał przy ul. Trębackiej 4. Zmarł w 1926, swoją bibliotekę zapisał Polskiemu Towarzystwu Medycyny Społecznej. Został pochowany na Cmentarzu Ewangelicko-Augsburskim (kw. 50, grób nr 3). Pomnik wykonał artysta Ortelli z Genui
Był żonaty z Heleną z domu Hoffer (1867–1944).

## Prace
- Rabota slunnych żelez: dissiertacyja (Работа слюнных желез: диссертация на степень доктора медицины). S. Pietierburg 1898 62 ss.
- O psichiczeskom wlijanii w rabotie slunnych żelez. Trudy Obszczestwa russkich wraczej (Труды Общества русских врачей) 65, ss. 110–113 (1897)
- O psichiczeskom wlijanii w rabotie slunnych żelez. Bolnicznaja gazieta Botkina 8, ss. 1740–1742 (1897)
- Trudy Obszczestwa russkich wraczej 66, ss. 451–460 (1898)